# 106545 Colanduno
106545 Colanduno è un asteroide della fascia principale. Scoperto nel 2000, presenta un'orbita caratterizzata da un semiasse maggiore pari a 3,0360650 UA e da un'eccentricità di 0,0928256, inclinata di 0,60375° rispetto all'eclittica.
L'asteroide è dedicato allo statunitense Derek Colanduno, produttore del podcast Skeptical.